# 泰米尔伊拉姆

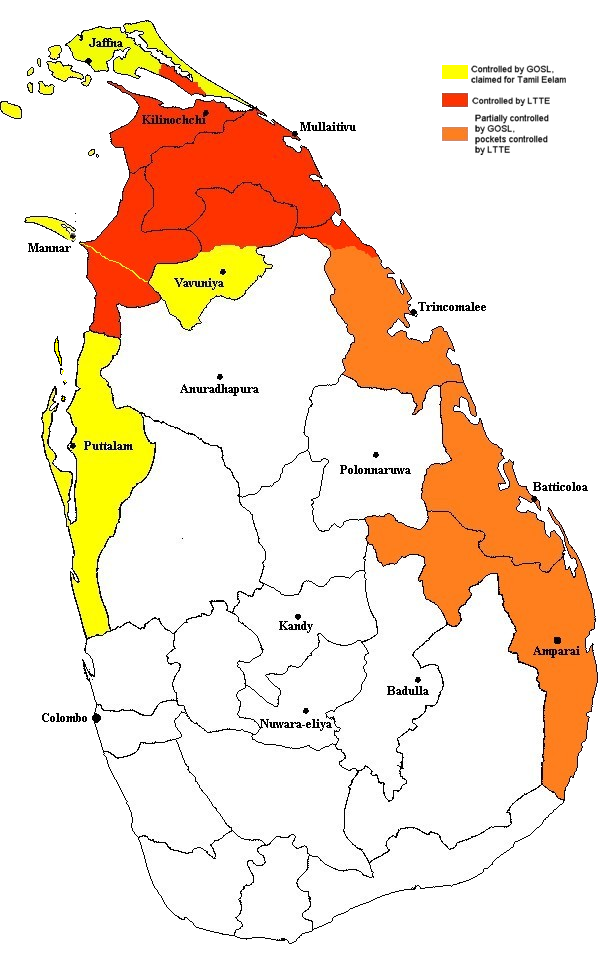
斯里蘭卡的部分區域被泰米尔伊拉姆猛虎解放组织所佔領，他們並將其劃入泰米尔-伊拉姆的領土中，這是2005年12月的狀態：紅色為LTTE所佔據的地區，橘色為LTTE與斯里蘭卡政府僵持不下的地帶；黃色代表LTTE聲稱佔有卻無力控制的地帶。

泰米爾伊拉姆（泰米尔语稱為：தமிழ் ஈழம்，tamiḻ īḻam）為泰米爾人稱呼他們渴望獲得在斯里蘭卡島東北部地區獨立建國的國名。而斯里蘭卡全島被泰米爾人稱為 Ilaṅkai（இலங்கை）或是 Īḻam（ஈழம்）。
泰米爾伊拉姆被泰米尔伊拉姆猛虎解放组织宣布為獨立國家，但没有任何国家承认。泰米尔伊拉姆猛虎解放组织控制了泰米尔-伊拉姆40-50%的地區，這些地區包括整個基利諾奇與穆萊蒂武區域，大部份馬納爾、拜蒂克洛和瓦我尼亞區域以及部份亭可马里和安帕賴區域。
由泰米尔伊拉姆猛虎解放组织控制的部份斯里蘭卡北部及東部地區實際上以類似獨立國家的方式運作，擁有自己的最高法院、警察組織、海陸空軍隊、情報機關，甚至是中央銀行，但是這些機構並未獲得斯里蘭卡政府正式承認。電力及商品依然依靠由政府控制的地區通過A9公路供應，而它並未發行貨幣，只沿用斯里蘭卡盧比。泰米尔伊拉姆猛虎解放组织經常指控政府禁止必需品入口，以致民不聊生。它亦沒有自建的機場，故此外國旅客必須通過科倫坡機場入境。

## 歷史背景
英國於1815年獲得了斯里蘭卡的控制權，1833在行政上統一全島，其立法會議由三位歐洲人、一位僧迦羅、一位泰米爾人以及Burghers（歐洲人和斯里蘭卡人混血）組成。英國統治斯里蘭卡期間，泰米爾人比僧迦羅人更容易適應英國的制度，說英語的程度也比較高，因此往往在殖民政府中擔任重要的職位。
於1919年到任錫蘭的英國管理者威廉•曼寧，在1921年創立一個經改造的立法會議，積極鼓勵僧伽羅在立法會議中有其公共意識。產生的結果是泰米爾人也開始發展其公共意識，並開始認為其應由泰米爾人所領導。在這樣的發展下，由錫蘭的泰米爾人政治家G·G·蓬納巴拉創立了泰米爾政治組織「錫蘭泰米爾大會」。斯里蘭卡於1948年脫離英國獨立，採議會內閣制，但輪流上台的政黨都由僧迦羅人主導。為了取悅僧迦羅選民，兩大黨分別推動一系列的本土化政策，同年斯里蘭卡政府和G·G·蓬納巴拉接受表決，通過錫蘭公民法案，而這個法案剝奪了印裔泰米爾茶工的權益。雖然蓬納巴拉沒有投票支持所有適用於錫蘭公民行為（包括犯罪法案）的法案，但他在議會中的沉默讓泰米爾民眾相信他對印裔泰米爾人的權利不感興趣。1949年創立新的泰米爾政黨「聯邦黨」，由脫離錫蘭泰米爾大會的S·J·V·切爾瓦納卡姆所領導，而S·J·V·切爾瓦納卡姆脫離錫蘭泰米爾大會是因為泰米爾大會決定配合統一國家黨（斯里蘭卡執政黨）。
1956年，政府頒布官方語言法案，頒布僧伽羅人是斯里蘭卡唯一的官方語言。錫蘭公民法和官方語言法被看作是對少數民族的歧視性政策，此規定限制泰米爾人進入政府工作或高等教育機構的機會，也使泰米爾人面對法律程序上處於不利地位，進而增加兩族群間的政治緊張局勢。聯邦黨反對錫蘭公民法和官方語言法，因而在泰米爾人中走紅。聯邦黨知名度大開，使聯邦黨在1956年大選後成為泰米爾地區最具優勢的政黨。泰米爾人在很長的一段時間支持聯邦黨（FP）的溫和的議會路線來爭取自治，只是沒有太大效果。
1970年代，一些年輕激進的泰米爾人開始組織一些稱為猛虎（Tigers）的團體，以暴力方式攻擊僧迦羅裔軍警與政客，其中以普拉巴卡蘭在1976年創設的泰米爾之虎最為著名。泰米爾之虎游擊隊在1983年7月間對位於北部Jaffna半島的軍事基地發動第一次攻擊，打響了泰米爾之虎的名號，外界也將這年定為斯里蘭卡內戰的開始。

## 運作模式及發展
泰米爾伊拉姆僅被泰米爾伊拉姆猛虎解放組織（LTTE）承認為獨立國家。泰米爾伊拉姆猛虎解放組織控制了泰米爾-伊拉姆40-50%的地區，這些地區包括整個基利諾奇與穆萊蒂武區域，大部份馬納爾、拜蒂克洛和瓦我尼亞區域以及部份亭可馬里和安帕賴區域。
由泰米爾伊拉姆猛虎解放組織控制的部份斯里蘭卡北部及東部地區實際上以類似獨立國家的方式運作，擁有自己的最高法院、警察組織、海陸空軍隊、情報機關，甚至是中央銀行，但是這些機構並未獲得斯里蘭卡政府正式承認。電力及商品依然依靠由政府控制的地區通過A9公路供應，而它並未發行貨幣，只沿用斯里蘭卡盧比。泰米爾伊拉姆猛虎解放組織經常指控政府禁止必需品入口，以致民不聊生。它亦沒有自建的機場，故此外國旅客必須通過可倫坡機場入境。因為自從九一一事件後，美國為了打擊恐怖主義，全面清查並封鎖全球恐怖組織的金錢與軍火網路，泰米爾之虎過去仰賴海外援助的管道被逐一切斷。

## 談判
2003年10月31日的和平談判，LTTE發布了對臨時自治權力機構的建議。建議泰米爾之虎臨時自治權力機構（LTTE's Interim Self Governing Authority ,ISGA）將擁有廣泛的權力，例如：實行法治權、收稅、管理和監督北部和東部重建的進程。直到下次2005大選前，臨時自治權力機構由LTTE控制。最重要的是LTTE為了區域的自治而放棄了獨立。
泰米爾之虎建議書要點：
- 在最後談判達成解決辦法和實施前，臨時自治權力機構將在北部及東部各省建立八個區域。
- 最初ISGA的成員由雙方任命且以LTTE協議任命的絕對多數為主，但如果最終協商仍沒有達成解決辦法，那將在五年內實施民主選舉。
- 臨時自治權力機構於北部和東部擁有全權，包括安置、恢復、重建、發展權力的治理，提高收入包括徵收稅款、稅收、徵費和義務，法律和秩序。
- 斯里蘭卡政府同意，其政府下任何公司或為北部及東部的支出皆由臨時自治權力機構控制。
- 臨時自治權力機構有以下權力，內外部借貸、對外提供擔保及補償、直接接受援助，並參與或調節內外貿易。
- 臨時自治權力機構能控制北部、東部所有行政機構和人員和其走向。
- 臨時自治權力機構有權讓渡並決定北部和東部公有土地權力的使用。被斯里蘭卡政府的武裝部隊所佔領的土地須立即恢復到過去樣貌且歸還土地擁有者，且斯里蘭卡政府必須賠償給土地擁有者。
- 臨時自治權力機構須負責在土地上重新安置流離失所的平民和難民。
- 臨時自治權力機構應調節並控制海洋資源、鄰近海域的近海資源的權力。
- 臨時自治權力機構擁有控制東北地區自然資源的權力。而斯里蘭卡政府應確保在現有協定下，支付臨時自治權力機構所有款項。
- 關於臨時自治權力機構管轄之事項，今後所有協議皆應與臨時自治權力機構進行。

國際社會普遍認為LTTE的建議是正面的。美國國務院副國務卿阿米蒂奇表示歡迎，阿米蒂奇說“我第一次顯著地看到LTTE的提案是如此全面的界定”。 在可倫坡的歐洲聯盟特派團負責人表示歡迎，為和平進程向前邁出重要的一步。
斯里蘭卡反應不一。斯里蘭卡政府的反應是和其本身提的有些不同，但其確信未來的路是透過兩套方案所產生的問題直接進行討論。斯里蘭卡泰米爾人主要的政黨泰米爾民族聯盟（TNA）則對這建議表示積極歡迎。TNA的負責人R. Sampanthan表示“該臨時自治權力機構的建議肩負泰米爾人在島內政治史的歷史意義，且ISGA提供了一個永久解決泰米爾民族問題的政治基礎。

## 泰米爾起義
泰米爾起義是支持泰米爾人自決權利以及泰米爾傳統家園。泰米爾起義最早在2001年1月於賈夫納開始，由賈夫納大學的學生所發起。該活動為和平抗議，主要是指控政府軍事控制下發生失踪、亂葬坑和虐待等情況。這活動吸引4千至5千名的學生，被當地警軍方所禁止。賈夫納為斯里蘭卡軍方控制，且警方也曾被指控有死亡威脅或威脅的情況發生。2003年該活動再次舉行，吸引了超過15萬人，已成為斯里蘭卡LTTE掌控地區一年一度的盛事。而在近幾年，此活動已成為散居於各國的斯里蘭卡泰米爾僑民一年一度的盛事。2008年此活動分別在紐西蘭、挪威、丹麥、義大利、南非、法國、澳洲、英國和加拿大舉行。據TamilNet，此為親叛軍網站，該活動吸引許多這些國家中的人參加，法國有7千人、英國3萬人、加拿大7萬5千人、澳洲2千人，活動中甚至有人揮舞泰米爾旗幟的行為。

## 挫敗後的路線轉變
泰米爾之虎2009年戰敗後，親泰米爾之虎的政黨泰米爾民族聯盟（TNA），同時也是代表斯里蘭卡泰米爾社群最大的政治團體。TNA在4月8日普選中宣示其放棄泰米爾伊拉姆的獨立，轉為追求更大的區域自治，表示接受在聯邦式架構（federal structure）下，擁有北部省和東部省的財政、法律和制度的自治權力，若斯里蘭卡漠視泰米爾人的權利，他們將發動甘地式的非暴力反抗運動。
在宣示中，他們也要求將2006年分離的北部和東部省重新合併，也誓言要對包含印度的國際社會進行遊說，並呼籲雙方應該要權力分享。泰米爾民族聯盟的政策改變被認為是在斯里蘭卡中的政治處境的現實，是一務實的改變。
泰米爾之虎已遭到挫敗，斯里蘭卡政府和軍隊擁有鄰近大國的支持（中國、印度和巴基斯坦），然泰米爾的獨立並沒有得到國際支持。根據斯里蘭卡的憲法第六次修正案禁止違反領土完整（territorial integrity），將泰米爾伊拉姆的分離運動視為非法。然而，儘管泰米爾民族聯盟已減少對斯里蘭卡政府的要求，但斯里蘭卡政府仍無法滿足其需求。
在Rajapaksa總統的UPFA 政府和TNA之間正進行雙邊談判，尋求一個可行的政治解決和權力轉移方式。主張獨立的親泰米爾團體，持續在斯里蘭卡泰米爾區運作網站和廣播電視節目。自2009年5月19日起，泰米爾伊拉姆實體已不復存在，但依舊是部分散居各處的斯里蘭卡泰米爾人之間的政治願望。2010年5月，總部位於紐約的律師Viswanathan Rudrakumaran成立一個泰米爾伊拉姆的跨國政府，打算用軟實力來達成其目的。這跨國政府持續宣稱他們所代表的是斯里蘭卡泰米爾人。

## 核心議題
伊拉姆或祖國觀念構成持續二十多年的斯里蘭卡衝突的核心議題，這議題首先由泰米爾聯合解放陣線（TULF）於1976年發起。泰米爾聯合解放陣線是一個由曾競逐1977年選舉的泰米尔黨派所組成的聯盟，目的是於斯里蘭卡境內成立由泰米爾人作主的獨立國家。於1977年的選舉中，泰米爾聯合解放陣線代表北部及東部省份進入國會。為了抗衡分列勢頭，政府於1978年在憲法中加入新條款，要求所有國會議員為國家統一效忠，這一舉動導致泰米爾聯合解放陣線抵制國會，而一些武裝組織開始發動建立獨立國家的戰鬥中。  
泰米爾聯合解放陣線及武裝組織眼中的泰米尔-伊拉姆只包含斯里蘭卡的東北部地區（主要是賈夫納、基利諾奇、穆萊蒂武、馬納爾、普塔勒姆、亭可马里、瓦我尼亞、拜蒂克洛及安帕賴這些泰米爾人傳統上的根據地）。但一些早期的武裝組織例如伊拉姆人民革命解放陣線(EPRLF)則傾向覆蓋範圍更廣的伊拉姆，認為應擴展至以泰米爾移民為主的所有斯里蘭卡島嶼，當中包括傳統上錫蘭人居住的內陸中心地區。可是，以現時實際情況看來，建立獨立國家的要求還是局限於泰米尔-伊拉姆，尤其是北部及東部的省份。
從1948年到2002年，將近有38個武裝組織曾經為了泰米尔-伊拉姆的獨立而投身戰場。其中包括了知名的LTTE（也以泰米爾猛虎聞名）、泰米尔-伊拉姆解放組織（TELO）、伊拉姆人民革命解放陣線（EPRLF），泰米尔-伊拉姆人民解放組織（PLOTE）、伊拉姆學生革命組織（EROS），同時不太被人熟悉的如：泰米尔-伊拉姆軍（TEA）、泰米尔自由軍（FTA）與社會主義革命解放同盟（SRSL）。

## 外部連結
- 猛虎之聲 （页面存档备份，存于）
- 泰米爾新聞網(英文) （页面存档备份，存于）
- 瓦尼理工學院
- 泰米爾民族國介紹
- 泰米爾周刊 （页面存档备份，存于）
- 美國斯里蘭卡泰米爾協會 （页面存档备份，存于）
- 泰米爾網路商店